# Villiers Engineering
Villiers Engineering fou una empresa britànica fabricant de motors, motocicletes i peces mecàniques amb seu a Wolverhampton, Anglaterra. Fou fundada el 1898 per John Marston, el fundador de Sunbeam, el qual la vengué al seu fill Charles el 1902.

## Orígens

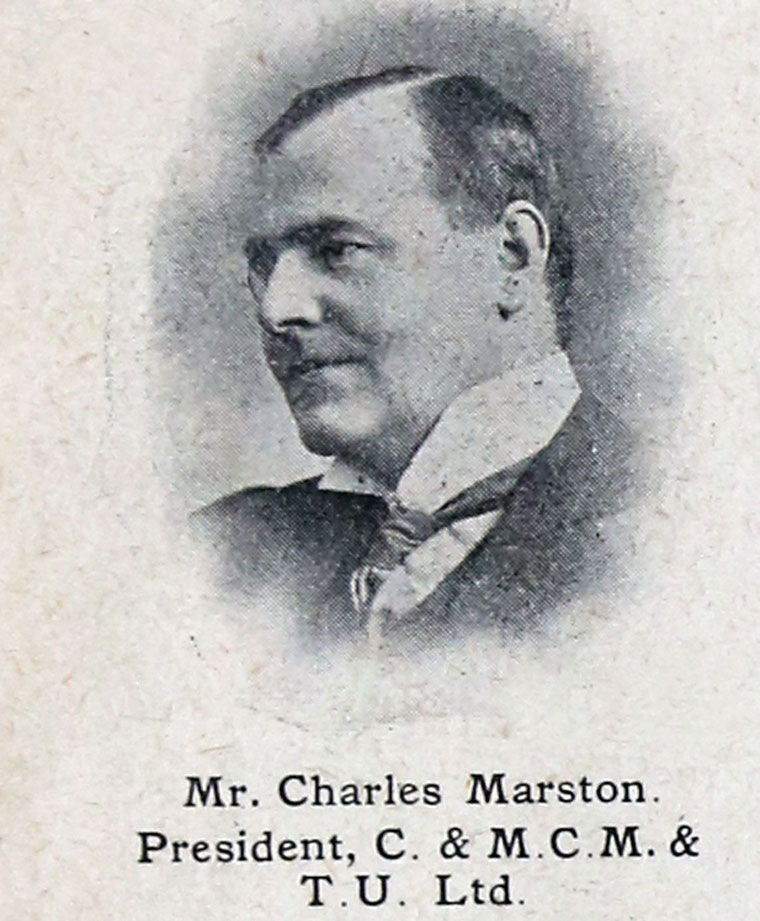
Charles Marston el 1910

A la dècada de 1890, la fàbrica de bicicletes Sunbeam de John Marston havia obtingut un gran èxit comercial basat en la seva alta qualitat de producció i acabat. Però Marston no estava satisfet amb els pedals de les seves bicicletes. El 1890 va enviar el seu fill Charles als Estats Units en viatge de negocis i li va recalcar que discutís l'enginyeria dels pedals amb Pratt and Whitney de Hartford, Connecticut, i tornés amb un pedal de categoria i la maquinària per a fabricar-lo. Charles va dir que la seva empresa, Villiers Engineering Co., fou "el fruit final" del seu viatge als Estats Units, on va quedar impressionat pel sistema de producció i els dispositius d'estalvi de mà d'obra. Va assenyalar que «no era possible desenvolupar-los a Sunbeamland [el barri de Wolverhampton on els Marston tenien la fàbrica], on feia temps que treballava en un altre pla, però sí que ho era d'iniciar-los en una nova fàbrica».
Com a resultat de la gira, el 1898 John Marston va comprar un petit taller de lacat artesanal amb seu a Villiers Street, al mateix Wolverhampton. Sota la direcció de Charles, la companyia va fabricar components de bicicleta per a la Sunbeam. Com que la fàbrica produïa més peces de les que Sunbeam necessitava, va vendre també components a altres fabricants. John Marston va fer servir el nom del carrer on instal·là la fàbrica, "Villiers", per a anomenar la seva empresa.
El 1902 va ser un any transcendental per a Villiers Engineering. En primer lloc, John Marston va vendre la companyia al seu fill Charles per 6.000 lliures esterlines en préstec a saldar amb beneficis futurs. En segon lloc, va desenvolupar i patentar el pinyó lliure, una peça que esdevingué imprescindible per a la fabricació de bicicletes. La producció de pinyons lliures va assolir el seu punt àlgid just després de la Segona Guerra Mundial, ja que la companyia en produïa 80.000 a la setmana (4 milions a l'any).

## Abans de la I Guerra Mundial

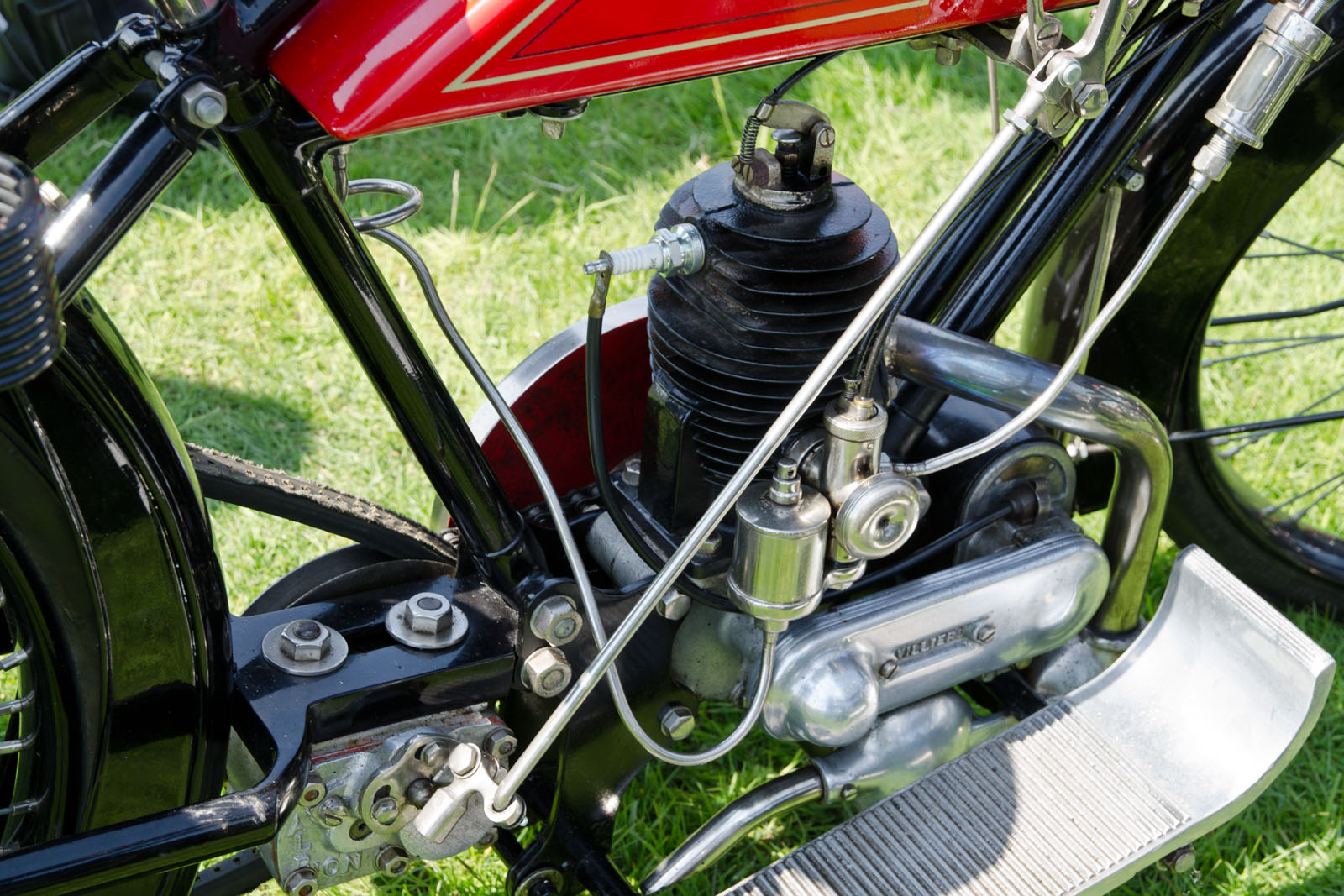
Motor Villiers Mk 2 de dos temps de 269 cc en una Royal Ruby de 1915

A banda de la producció de pinyons lliures, la companyia va produir el seu primer motor a començaments de 1912, un de 350 cc de quatre temps complet amb caixa de canvis integrada de dues velocitats. Aquell mateix any en va desenvolupar un de 269 cc de dos temps (70 mm de diàmetre i carrera), la simplicitat i atractiu preu del qual el van convertir en un èxit immediat. Durant el 1913 es va llançar la motocicleta Sun-Villers, fabricada per Sun Cycle & Fittings Co.
El 1914, el motor Villiers de dos temps i 269 cc havia estat adoptat per un gran nombre de fabricants de motocicletes, entre ells Allday (Alldays & Onions), Royal Ruby, New Ryder, Bown-Villiers, Coventry-Eagle, Gerrard (Sparkbrook), Invicta (A. Barnett & Co), Ixion, Juno i Roulette.
Malgrat l'enorme èxit del motor de dos temps Villiers, el de quatre temps no havia estat completament abandonat, ja que a l'octubre de 1914, J.H Motors d'Oldham, Gran Manchester, va anunciar dues motocicletes, la "No.1" amb el motor Villiers de quatre temps de 349 cc (diàmetre per carrera de 74,5 x 80 mm) i una potència de 2,75 CV, i un altre model que utilitzava el motor Villiers de dos temps de 269 cc i 2,5 CV. No és clar si se'n van fabricar gaires unitats de tots dos abans que les ordenances de guerra n'aturessin la producció el 1915.
Altres fabricants coneguts que van emprar motors Villiers fins al 1915 són Campion, Hobart, Chater-Lea, Diamond i Excelsior.

## Durant la I Guerra Mundial
Durant la Primera Guerra Mundial, tal com varen fer moltes empreses que no participaven directament en la producció de transports militars, la fàbrica de Villiers va canviar a la producció de municions, en particular espoletes per a projectils de 75 mm. Les empreses dedicades a la indústria de la guerra seguien treballant en nous models a l'espera del final del conflicte (Villiers sol·licità 16 patents relacionades amb els motors durant la guerra). Hi havia una qüestió en particular que era un problema general dins el sector: el fet que abans de la guerra la majoria dels motors depenien de magnetos de fabricació alemanya per a l'engegada. El gener de 1917, Villiers va patentar la seva solució: el volant magneto, un element que esdevingué una característica estàndard dels seus motors.

## Període d'entreguerres

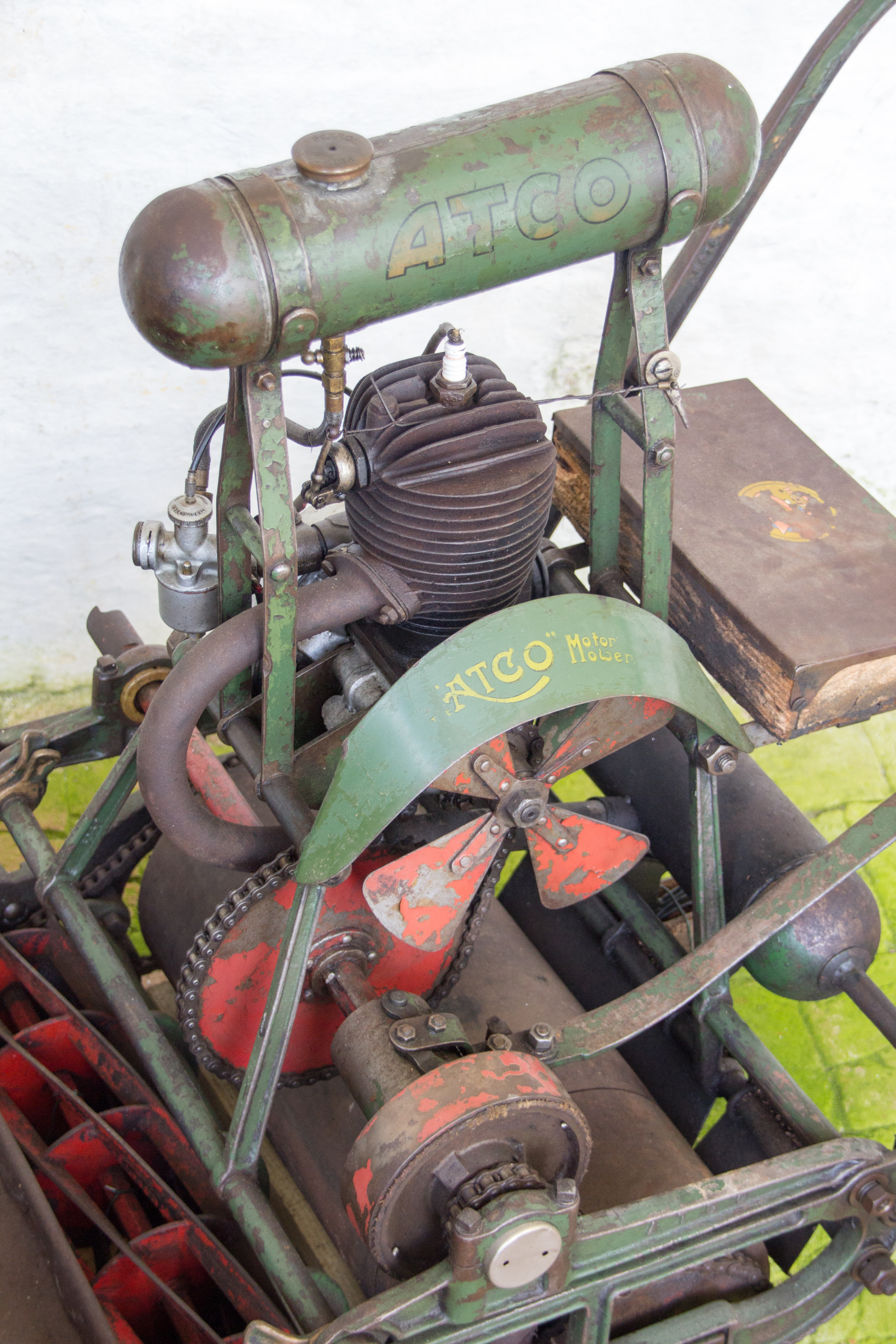
Segadora Atco de 1927 amb motor Villiers Midget Mk VI-A de 247 cc

Tot just acabada la guerra, Villiers va reprendre la seva antiga activitat i va tornar a subministrar el motor de 269 cc, ara en la versió Mark II (amb una subjecció del tub d'escapament diferent). El 1919, entre les motocicletes que feien servir aquests motors hi havia l'Excelsior lightweight, la Diamond (D.F.& M. Engineering Co), la Royal Ruby, la Wolf Lightweight (Wulfruna Engineering), la Carfield, la Ruffells, la P.V. (Elliston & Fell), la Sparkbrook, l'Yvel, la P&S lightweight (Pearson and Sopwith), la Chater-Lea, la Campion, la Victoria (de Glasgow), la Hobart, l'Olympic, l'Ixion, la Bown-Villiers, la Wilkin i la Saltley. El motor es va mantenir gairebé igual i va continuar utilitzant un volant magneto, tot i que disposava de bomba d'oli per a proporcionar lubrificació al càrter i al pistó mitjançant un pern buit al càrter, un disseny que Villiers havia patentat durant el període 1914-1915.
El motor Mark III va incorporar alguns canvis al càrter i les escombretes entre el 1919 i el 1920, i al març d'aquests darrer any es va revelar el nou motor Villiers Mark IV complet amb volant magneto. El maig de 1920 es va presentar un nou model de British Excelsior lightweight, essent aquesta la primera motocicleta que va fer servir el nou motor Villiers que emprava el volant magneto en comptes del magneto separat.
El setembre del 1922, Villiers va anunciar els detalls de la seva nova gamma de motors per a 1923, la qual constava de motors de 147, 250 i 343 cc. Aquests motors tenien culata d'aletes radials, amb la presa d'entrada i la sortida d'escapament a la part frontal del motor, i tots tenien el volant magneto Villiers. Mentre que el de 147 cc deia servir la mescla d'oli i benzina per a la lubrificació de l'eix del cigonyal, els dos motors més grans empraven un sistema d'alimentació d'oli independent. El nou motor de 250 cc lliurava un 25% més de potència que el motor de 269 cc més antic.
El 1926, Villiers va llançar un motor encara més petit, el de 125 cc amb dos tubs d'escapament i carburador lateral, i el 1927 va llançar el bicilíndric de 344 cc de dos temps. Villiers va continuar produint una àmplia gamma de motors monocilíndrics i bicilíndrics de 2 temps, principalment per a l'ús en motocicleta. A finals de la dècada del 1920 també va començar a produir motors per a ús estacionari, essent-ne el primer model el WX11 refrigerat per aigua, i el 1933 el Mar-vil refrigerat per aire. Els motors Villiers també s'utilitzaven a les tallagespa (per exemple, el motor de 147 cc el feien servir les segadores Atco dels anys vint). El 1931 es va unir a la gamma un motor Villiers de 98 cc, conegut com a Midget.
L'empresa Villiers també estava relacionada amb els motors marins forabord Seagull, ja que totes dues companyies devien la seva existència a John Marston. Els motors Seagull empraven el volant magneto Villiers i un carburador "Seagull-Villiers".
El 1936, L. E. Baynes i Sir John Carden, propietaris de la Carden-Baynes Aircraft de l'aeròdrom de Heston, prop de Londres, van llançar el Carden-Baynes Auxiliary, una avioneta que era essencialment un planador Abbott-Baynes Scud 3 amb motor. L'avioneta duia un motor retràctil Villiers de 249 cc que propulsava una hèlix i que produïa 9 CV, i el dipòsit de combustible tenia prou capacitat per fer funcionar el motor durant trenta minuts. S'ha dit que el Carden-Baynes Auxiliary de 249 cc és l'avió de menor potència de la història del vol amb motor.

## Durant la II Guerra Mundial

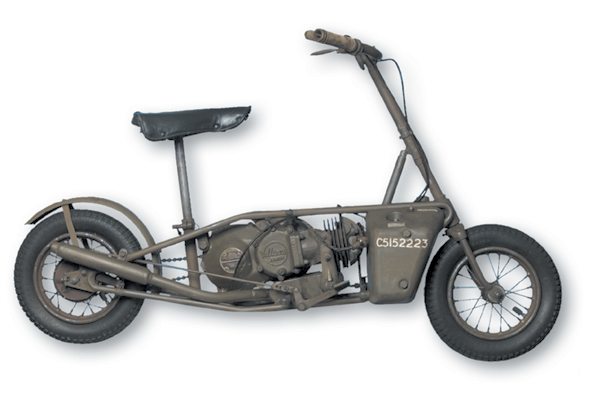
Excelsior Welbike amb motor Villiers, especial per a paracaigudistes

Durant la guerra, part de la producció de Villiers es va tornar a convertir en espoletes per a projectils (més de 10 milions d'unitats produïdes), tot i que es van continuar fabricant motors i peces de cicle. Els motors Villiers també s'utilitzaven en petites motocicletes dissenyades per a ser llançades des de l'aire amb les tropes de paracaigudistes: l'Excelsior Welbike i la James ML, coneguda com a Clockwork Mouse, n'eren dos models. També Villiers en va fabricar el seu propi model, anomenat Junior.

## Postguerra
Al tombant de la dècada del 1950, Bill Barugh sacsejà el món dels scrambles britànics amb una petita DOT equipada amb motor de dos temps Villiers. A partir d'aleshores, diversos fabricants anglesos muntaren motors Villiers, en cilindrades de 125, 197 o 250 cc, a les seves motocicletes de fora d'asfalt, tant de motocròs com de trial: Cotton, DMW, Francis-Barnett, James, Norman i, sobretot, Greeves. Aquelles motos es conegueren com a lightweight ("lleugeres") en contraposició amb les predominants fins al moment (BSA, Triumph, Matchless, etc.), totes elles més pesades i amb grans motors de quatre temps.
El 1951 es fundà a Barcelona l'empresa Hispano Villiers S.A., la qual fabricà els motors anglesos amb llicència de Villiers Engineering. Des del 1953 i fins a finals de la dècada del 1960, l'empresa catalana produí milers de motors "Hispano Villiers" per a nombrosos fabricants de motocicletes, microcotxes, motocarros i tricicles, entre ells Sanglas, Clúa i el cèlebre Biscúter de Sant Adrià de Besòs.

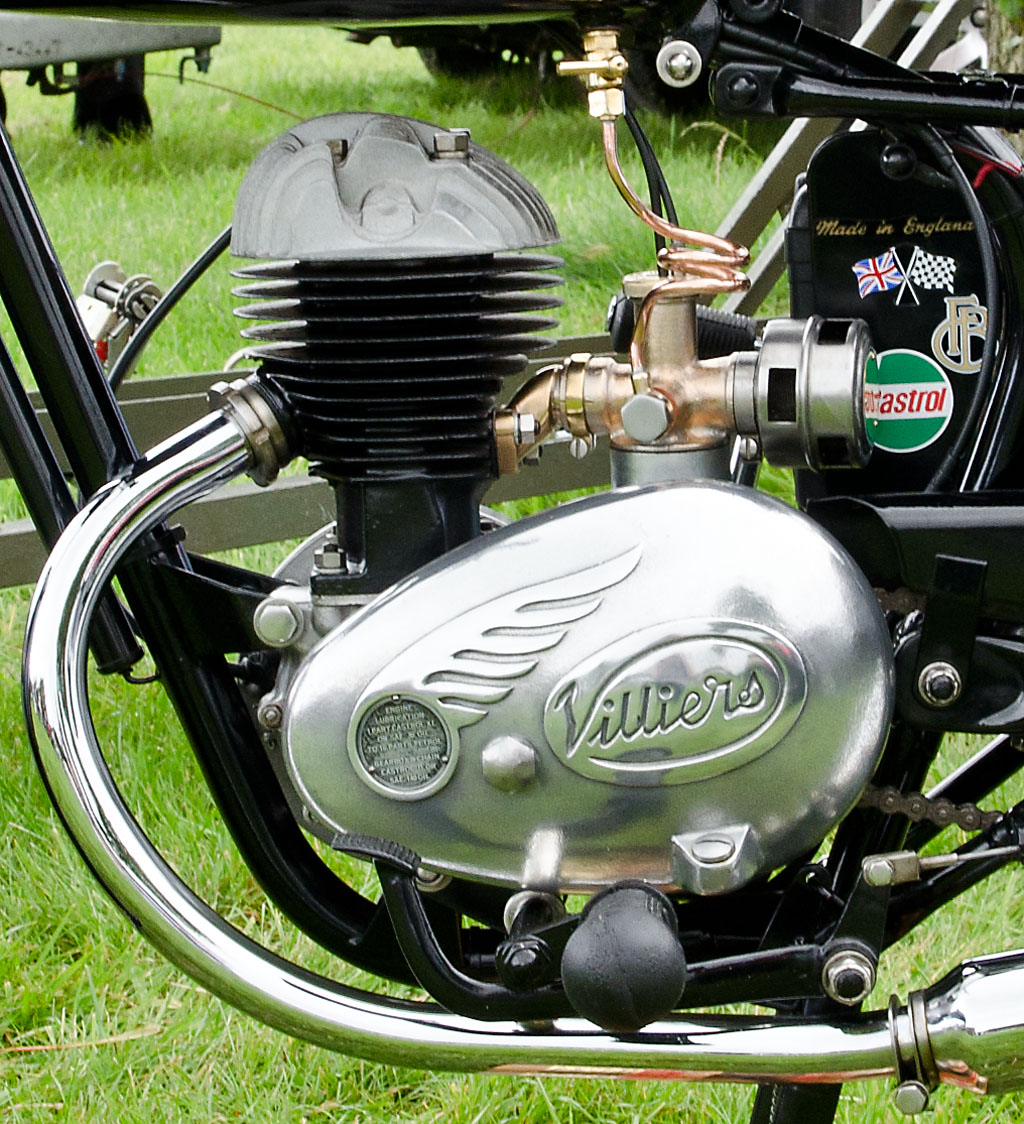
Motor Villiers 10D de 122 cc (1949) en una Francis-Barnett

El 1956, Villiers va produir el seu motor número dos milions i el va presentar al Science Museum de Londres. El 1957, l'empresa va absorbir JA Prestwich Industries Ltd, el fabricant dels motors J.A.P. El 1962 la companyia afirmava que:
"jointly the two companies produce a vast range of two-stroke and four-stroke petrol engines and four-stroke diesel engines from 1/3 to 16 b.h.p. These are the engines which power many of Britain's two-stroke motor cycles, scooters and three wheelers, and the great majority of the motor mowers, cultivators, concrete mixers, generating sets, elevators, pumping sets. etc."

(català) "conjuntament, les dues empreses produeixen una àmplia gamma de motors de benzina de dos i quatre temps i motors dièsel de quatre temps d'entre 1/3 i 16 CV. Aquests són els motors que alimenten moltes de les motocicletes de dos temps britàniques, escúters i tricicles, i la gran majoria de tallagespes, cultivadores, formigoneres, grups electrògens, elevadors, grups de bombament, etc."
Villiers va fabricar fins a la dècada del 1960 una gamma de motors monocilíndrics i bicilíndrics de dos temps (de 98 a 325 cc) per a fabricants de motocicletes i vehicles lleugers.
A començaments dels anys seixanta, l'empresa va ser adquirida per Manganese Bronze Holdings i el 1966, juntament amb AMC es van convertir en Norton-Villiers. El 1972 es va fusionar amb el grup BSA per a convertir-se en Norton-Villiers-Triumph, la qual es va liquidar finalment el 1978.